# Martinová
Martinová é um município da Eslováquia, situado no distrito de Rimavská Sobota, na região de Banská Bystrica. Tem 3,78 km² de área e sua população em 2018 foi estimada em 203 habitantes.

## Demografia
| Ano:        | 1994 | 2004   | 2014   | 2024  |
| ----------- | ---- | ------ | ------ | ----- |
| Broj ljudi: | 198  | 197    | 200    | 205   |
| Razlika:    |      | -0,50% | +1,52% | +2,5% |

| Ano:               | 2023 | 2024   |
| ------------------ | ---- | ------ |
| Número de pessoas: | 209  | 205    |
| Diferença:         |      | -1,91% |